# Aluma Goren
Aluma Goren (in ebraico אלומה גורן‎?; Hadera, 10 dicembre 1969) è un'ex cestista israeliana.

## Carriera
Con Israele ha disputato i Campionati europei del 1991.